# Parafraza Sema
Parafraza Sema – gnostycki utwór z Nag Hammadi (NHC VII,1). Ma formę apokalipsy, ale zawiera dużo innych form literackich (modlitwy, litanie, katalogi przestępstw, świadectwa, dialog). Treść wskazuje na autorstwo setiańskie.